# IV Liceum Ogólnokształcące im. Emilii Sczanieckiej w Łodzi
IV Liceum Ogólnokształcące im. Emilii Sczanieckiej w Łodzi – publiczne liceum ogólnokształcące znajdujące się w łódzkim Śródmieściu, przy ul. Pomorskiej 16.

## Historia
Pierwotnie szkoła mieściła się w wynajętych pomieszczeniach przy ul. Cegielnianej 64 (obecnie ul. Jaracza 28) i nosiła nazwę „Żeńskie Rosyjskie Gimnazjum Rządowe”. Do gmachu przy dawnej ul. Średniej (obecna ul. Pomorska) została przeniesiona w 1903 r. Budynek szkoły pierwotnie miał być bankiem, stąd nietypowy system korytarzy.
Po I wojnie światowej, w 1920 r., została powołana przez Ministerstwo Wyznań Religijnych i Oświecenia Publicznego jako pierwsze w Łodzi Państwowe Gimnazjum Żeńskie. 21 listopada szkole nadano imię Emilii Sczanieckiej, została ona wówczas rozsławiona przez marszałka Józefa Piłsudskiego, który przemawiał na uroczystości nadania imienia.
Neorenesansowy gmach zaprojektował łódzki architekt Franciszek Chełmiński. Większość architektonicznych dekoracji zawiera szeroki ryzalit zwieńczony tralkową attyką, przyozdobiono go czterema kolumnami w stylu jońskim, boniowaniem, podwójnymi oknami w najwyższej kondygnacji i trzema dużymi oknami na pierwszym piętrze. Architektura gmachu nawiązuje do rozwiązań przyjętych przy budowie gimnazjum męskiego. Budynek jest wpisany do rejestru zabytków NID.
W okresie międzywojennym w jednym budynku mieściło się gimnazjum żeńskie, a w drugim obradowała Rada Miejska Łodzi.
Podczas II wojny światowej gimnazjum zostało zamknięte, a budynek przeznaczony na „Soldatenheim” (Dom Żołnierza).
26 lutego 1945 r. gimnazjum wznowiło działalność, a w 1959 r., jako żeńskie liceum, zostało przekształcone w szkołę koedukacyjną. W tymże roku, w niewyjaśnionych okolicznościach, zaginął sztandar IV LO (odnaleziony w 1992 r.), w związku z tym wydarzeniem w gronie pedagogicznym i uczniowskim krążyły różne legendy.
W 1964 r. wprowadzono w dwóch klasach rozszerzony program nauczania języka angielskiego, co skutkowało dwunastu kandydatami na jedno miejsce do klas z takim programem. W 1965 r. takim programem nauczania objęto wszystkie klasy pierwsze. Zajęcia z języka angielskiego odbywały się każdego dnia.   Pierwszą klasą, wprowadzoną w 1965 roku z wykładowym językiem angielskim była matematyka, której uczył Nikodem Frankowski.
Pomiędzy 1982 a 1986 rokiem miał miejsce gruntowny remont gmachu szkolnego, po którym IV LO uzyskało najnowocześniejszy sprzęt audiowizualny w województwie łódzkim. Wprowadzono wówczas m.in. radiowęzeł, kamery przemysłowe, telewizory, mikroskopy z kamerami oraz wyciągi.
W 2007 r., szkoła otrzymała akredytację International Baccalaureate Organization i stała się pierwszą publiczną placówką na terenie województwa łódzkiego realizującą program przygotowujący do matury międzynarodowej.
Na początku marca 2009 r. reaktywowano Stowarzyszenie Absolwentów i Wychowanków IV LO w Łodzi.
W 2021 roku, szkoła zajęła 5 miejsce (2. w skali województwa) w ogólnopolskim plebiscycie na szkołę najbardziej przyjazną osobom LGBT.

## Dyrektorzy
- 1 IX 1920 – 15 IX 1921 – Janina Pryssewicz
- 15 IX 1921 – 1 X 1921 – Tadeusz Czapczyński
- IX 1921 – 31 VIII 1923 – Ludwik Wicher
- 1 IX 1923 – 31 VIII 1924 – Jan Kamiński
- 1 IX 1924 – 1925 – Bronisław Brycki
- 16 I 1925 – 1936 – Romana Pachucka
- 1 IX 1936 – 20 XII 1939 – Aleksandra Skocka
- 26 II 1945 – 4 VII 1945 – Henryk Adamski
- 5 VII 1945 – 31 VIII 1947 – Maria Kirenikowa
- 1 IX 1947 – IX 1950 – Stanisław Peliński
- X 1950 – I 1951 – Marian Okuorwski
- I 1951 – 31 VIII 1974 – Albina Krucińska
- 1 IX 1974 – 31 VIII 1975 – Halina Fejowa
- 1 IX 1975 – 31 VIII 1982 – Bożena Zaorska
- 1 IX 1982 – 31 I 1991 – Edwarda Szeflińska
- 1 II 1991 – 31 VIII 2000 – Krystyna Feith
- od 1 IX 2000 – Katarzyna Felde

## Znani uczniowie i absolwenci
- Joanna Agacka-Indecka –  prezes Naczelnej Rady Adwokackiej
- Marek Belka – Prezes Narodowy Bank Polski i Prezes Rady Ministrów
- Mirosław Drzewiecki – poseł na Sejm RP i minister
- Kinga Dunin – publicystka
- Aurelia Garbowska-Górska – lekarka
- Cezary Grabarczyk –  poseł na Sejm RP IV, V, VI, VII, VIII i IX kadencji
- Jacek Koman – aktor
- Aleksandra Majewska – pedagog społeczna
- Łukasz Płoszajski – aktor
- Jędrzej Polak – tłumacz i dziennikarz
- Henryka Słomczewska – lekkoatletka[6]
- Hanna Świda-Ziemba – socjolożka
- Agata Wąsowska-Pawlik – historyczka
- Wanda Wiłkomirska – skrzypaczka
- Aleksandra Uznańska-Wiśniewska – działaczka humanitarna i posłanka na sejm X kadencji
- Edward Hatala – łódzki trener lekkoatletyki